# Amir Gaudêncio
Amir Gaudêncio de Queiroz (São João do Cariri, PB, 16 de maio de 1931 – João Pessoa, PB, 9 de setembro de 2012) foi um advogado e político brasileiro, outrora senador pela Paraíba.

## Biografia
Advogado formado pela Universidade Federal de Pernambuco, foi superintendente do atual Instituto Nacional do Seguro Social e de antecessores desta autarquia como IAPAS e INPS. Estreou na política como candidato a senador por uma sublegenda do PDS na Paraíba em 1982, mas ao final do pleito foi realocado como primeiro suplente de Marcondes Gadelha. Com a vitória de seu partido nas eleições foi secretário de Indústria e Comércio no governo Wilson Braga e com o afastamento de Gadelha para disputar o governo paraibano em 1986, Amir Gaudêncio chegou a exercer o mandato de senador mediante convocação.